# Horidiplosis ficicola
Horidiplosis ficicola är en tvåvingeart som beskrevs av Gagne 1973. Horidiplosis ficicola ingår i släktet Horidiplosis och familjen gallmyggor. Inga underarter finns listade i Catalogue of Life.